# Erechtia trimaculata
Erechtia trimaculata är en insektsart som beskrevs av Fonseca. Erechtia trimaculata ingår i släktet Erechtia och familjen hornstritar. Inga underarter finns listade i Catalogue of Life.